# Anne Clément
Pour les articles homonymes, voir Clément.
 (mai 2015).
Si vous disposez d'ouvrages ou d'articles de référence ou si vous connaissez des sites web de qualité traitant du thème abordé ici, merci de compléter l'article en donnant les références utiles à sa vérifiabilité et en les liant à la section « Notes et références ».
Anne Clément, née le 14 juillet 1940 à Nîmes et morte le 27 mai 2023 à Conqueyrac, est une poétesse, metteuse en scène, comédienne et dramaturge française.

## Biographie
Elle fait ses études d'art dramatique au conservatoire de Montpellier en 1954 et en art de la parole au Plateau 53, à Montpellier. En 1963, elle obtient une licence de lettres modernes à la faculté des lettres de Montpellier.
En 1966, elle suit les cours de Charles Dullin à Chaillot et les cours de Tania Balachova à l'Épée de Bois, et joue dans des cafés théâtres et cabarets.

### Actrice
En 1960, elle joue dans une pièce écrite en occitan, Lo Pescar de la sépia de Robert Lafont.
Elle fait partie de la compagnie Le théâtre de l'espérance avec Jean-Pierre Vincent et Jean Jourdheuil. Elle joue dans le film de René Allio, Les Camisards.
Elle intègre la compagnie Lo Teatre de la Carrièra, qu'elle quitte en 1983, pour créer, avec Bernard Connac, le Centre dramatique occitan du Languedoc, qu’elle co-dirige jusqu'en 1986.
En 1988, elle crée sa propre compagnie Gargamèla théâtre.

### Directrice de compagnie théâtrale
À partir de 1988, Anne Clément crée la compagnie Gargamèla avec Jean Hébrard. Elle y est metteur en scène, écrivain, actrice-chanteuse et conteuse.
De 1991 à 2014, La compagnie Gargamèla a produit à la demande de l'association Zo petaçon, pour les rassemblements pédagogiques (projet occitan) de l'académie de Montpellier,
La compagnie Gargamèla fait partie d'un programme européen de trois ans, Offspring, piloté par le Tryater Teater, à Leeuwarden, consacré au théâtre en langue minoritaire.
En 2000, dans le cadre d’Offspring, la compagnie Gargamèla organise, avec le Conseil général du Gard, une rencontre à Nîmes. Elle permet de faire des ateliers avec de jeunes comédiens des différents pays, des rencontres entre compagnies et trois jours de programmation. En 2006, elle est invitée par le Tornedalsteatern de Pajala, un théâtre en Suède, pour participer, en tant que comédienne occitane, à la création haonneuloja[Quoi ?] à Kiruna (2 représentations). En 2013, elle est invitée au Festival des nuits de Korpilombolo (toujours en Suède), pour présenter son travail et la culture occitane.

### Conférences
Anne Clément participe à plusieurs conférences, notamment au congrès Didacticum classicum à Zagreb en 1997, à Montréal[Quand ?], au congrès New Europe at the Crossroads à Berlin en 1999, aux congrès Comparative Drama Conference à l'université de Columbus (en) en 2000, 2001 et 2002, ou encore lors du Nattfestivalen de Korpilombolo, en Suède, en 2013.

### Conteuse
En tournée en Afrique, en passant par Bamako, elle conte pour la grande parole de Bamako, étant sa première expérience de conteuse[Quand ?]. Elle continue ensuite à tourner en particulier avec Les contes et chansons des Cévennes, avec la chanteuse Millie Dolan. En 2006, elles créent ensemble un spectacle Cansons femnas.

## Mort
Anne Clément meurt le 27 mai 2023 à Conqueyrac.

### Vie privée
En 1968, elle épouse le comédien Maurice Bénichou, ils ont ensemble un fils, Julien Bénichou, qui devient musicien.

## Théâtre

### Tournée
- 1980 : Le Miroir des jours (co-écrit Marie-Hélène et Catherine Bonafé et Anne Clément, Québec)
- 1981 : Saisons de femmes (Québec)
- 1989 : La Cocarde d'ébène (texte de Claude Alranq, dans cinq pays d'Afrique[Lesquels ?])
- 1990 : Neveu de Voltaire (festival de Cayenne)
- 1992 : La Sainte (Barcelone)
- 2000 : Femmes-Nouvelles (Baltimore et Barcelone)
- 2001 : La Fabuleuse Aventure de Ramon de Perolhis (co-produit par le festival de Tarrega, Barcelone)
- 2005 : La Chimère (Baltimore)
- 2008 : La Pastorala dels volurs (festival d'Ostana)
- 2014 : L'Estrange estrangiér (Belgique)
- ? : Saisons de femmes (avec le théâtre de la Carriera, festival d'Avignon)
- ? : Transhumances (avec le Centre dramatique Occitan, festival d'Avignon)

### Écrivaine et metteuse en scène
- 1979 : Saisons de femmes (co-écrit avec Catherine Bonafé)
- 1980 : Le miroir des jours (co-érit avec Marie-Hélène et Catherine Bonafé)
- 1981 : L'Estrangier (mise en scène de Jean-Claude Perrin)
- 1984 : Voyage à côté d'un âne
- 1988 : Que grand tu as Gargantua (texte et mise en scène avec l’aide de Claude Alranq, Ei Kikuya et Jean Claude Perrin)
- 1989 : Carnavales
- 1990 : Le neveu de Voltaire
- 1991 : La foutiste (mise en scène de Ronny Coutteure)
- 1991 : La mort de Mozart
- 1992 : Le cabaret de Lustucru
- 1993 : La barque
- 1994 : La conteuse (direction musicale de Julien Bénichou)
- 1994 : L'histoire du soldat
- 1995 : Les foudres de Dionysos
- 1997 : Les fils de la guerre
- 1999 : Ici on peut dire
- 2000 : Femmes-nouvelles (montage des textes de différents auteurs féminins du XXe siècle, mise en scène Michel Froehly)
- 2001 : La fabuleuse aventure de Ramon de Perihlos (mise en scène de Michel Froehly, coproduction Festival International de Tarrega)
- 2002 : Abraham Mazel prophete/camisard (mise en scène de Michel Froehly)
- 2004 : La chimère
- 2005 : Clara d’Anduze trobairitz (mise en scène de Michel Froehly)
- 2007 : L'estrange estrangiér
- 2007 : Jambom d'Oc (mise en scène de Michel Froehly)
- 2008 : La pastorala dels volurs
- 2009 : A l'entrada del tems clar (mise en scène de Michel Froehly)
- 2010 : Medea, Julia, Maria e las autras (mise en scène d'Alain Vidal)
- 2014 : Isabelina o lo passatge

### Comédienne-chanteuse
- 1984 : Voyage à côté d'un âne : Malica
- 1985 : La sainte : ?
- 1987 : Dandin(Molière) : Mme de Sautenville (Mise en scène Angelo Savelli)
- 1988 : Que grand tu as Gargantua : Rabelais
- 1989 : Carnavales : le juge
- 1989 : La cocarde d'ébène : Pauline Bonaparte
- 1991 : La foutiste : la foutiste
- 1991 : La mort de Mozart : la suivante
- 1992 : Le cabaret de Lustucru : plusieurs rôles
- 1993 : La barque : la mère (musique de J. P. Neel)
- 1994 : L'histoire du soldat : la conteuse (musique d'Igor Stravinsky et texte de Ramuz)
- 1995 : Les foudres de Dionysos : ?
- 1997 : Les fils de la guerre : Héléna
- 1997 : L'Endevinhaire : ? (mise en scène Ahmed Madani
- 1997 : Lo joc de la cabra : ? (mise en scène Ahmed Madani
- 1999 : Ici on peut dire : ?
- 2000 : Femmes-nouvelles (mise en scène Michel Froehly)
- 2001 : La fabuleuse aventure de Ramon de Perihlos : Ève
- 2002 : Abraham Mazel prophete/camisard : plusieurs rôles
- 2005 : Clara d’Anduze trobairitz : Maria
- 2007 : Jambom d'Oc : elle-même
- 2009 : A l'entrada del tems clar : Aliénor d'Aquitaine
- 2010 : Medea, Julia, Maria e las autras : ?

### Lo Teâtre de la Carrièra

#### Hors Avignon
- ? : Woyzeck de Büchner
- ? : Marquis de Monte Fosco de Goldoni
- 1970-1973 : ? (avec Jean Pierre Vincent et le théâtre de l'espérance)
- 1977 : Bogre de carnaval (spectacle musical) : mari
- 1982 : Yerma : Yerma
- 1981 : L'Estrangier : Fanette

#### Festival d'Avignon
- 1974 : Tabò : le cinglo
- 1975 : La pastorale de Fos : la fée Titaine
- 1976 : La liberté ou la mort : Nanon
- 1978 : La fille d'Occitania : Mado
- 1980 : Saison de femmes : Aurette
- 1980 : Le miroir des jours : plusieurs rôles
- 1983 : Transhumances (spectacle musical) : la bergère

## Filmographie

### Télévision
Émissions sur le travail d'Anne Clément.
- 1990 : Regards de femme d'Aline Pallier
- 1991 : Juste un peu de Scott Rawdin
- 1997 : Viure al païs de Maurice Andrieux
- 2002 : Vaquí d'André Abbe
- 2002 : Viure al païs de Isabelle François
- 2005 : Le fin mot d'Ignès Campan
- 2008 : Lo jornalet
- 2011 : Vaquí
- 2013 : France 3 Provence[Quoi ?]
- 2015 : Viure al païs[8]

### Cinéma

#### Long métrage
- 1972 : Les Camisards de René Allio : Isabeau
- 1983 : La Guerre des Demoiselles de Jacques Nichet : ?
- 1993 : Justinien Trouvé ou le Bâtard de Dieu de Christian Fechner : ?
- 1994 : Faut-il jeter les maisons par les fenêtres ? : actrice[précision nécessaire] et réalisatrice

#### Court métrage
- 1994 : Lauragais, le pays sous l'écorce (court métrage de Francis Fourcou)

## Webradio
- 2010 : Lo viatge de Joana (écriture et réalisation, musique par Julien Bénichou, 10 épisodes de 8 minutes)

## Publications
- Anne Clément, Clara d'Anduze (pièce de théâtre), Institut d'études occitanes
- Anne Clément, La fabuleuse aventure de Ramon de Périlhos (pièce de théâtre), Institut d'études occitanes
- Anne Clément, A l'entrada del tems clar (pièce de théâtre), Institut d'études occitanes
- Anne Clément, La Chimère suivie de Abraham Mazel (pièce de théâtre), Éditions du Cerisier, 2005
- Anne Clément, La Chimère suivie de Abraham Mazel (pièce de théâtre), Éditions du Cerisier, 2005
- Anne Clément, Aqui, ailà, La glaça e lo solelh (poésie), Institut d'études occitanes
- Anne Clément, La Sainte, suivi de Jambons d'Oc (pièce de théâtre), Éditions du Cerisier
- Anne Clément et Catherine Bonafé, L'Estrangier, suivie de Saisons de femme (pièce de théâtre), Solin
- Anne Clément, Catherine Bonafé et Marie-Hélène Bonafé, L'Écrit des femmes : paroles de femmes des pays d'oc, Solin, 1981, 181 p. (ISBN 9782853760287)